# La Houssoye
 La Houssoye  es una comuna y población de Francia, en la región de Picardía, departamento de Oise, en el distrito de Beauvais y cantón de Auneuil.
Su población en el censo de 1999 era de 589 habitantes.
Está integrada en la Communauté de communes du Vexin Thelle.

## Demografía
| 331 | 342 | 363 | 370 | 446 | 589 |
| Para los censos de 1962 a 1999 la población legal corresponde a la población sin duplicidades (Fuente: INSEE [Consultar]) |     |     |     |     |     |

- Datos: Q1161302
- Multimedia: La Houssoye / Q1161302

1. ↑  Worldpostalcodes.org, código postal n.º 60390.
2. ↑  INSEE, Datos de población para el año 2012 de La Houssoye (en francés).